# Heteracris herbacea
Heteracris herbacea är en insektsart som först beskrevs av Jean Guillaume Audinet Serville 1838.  Heteracris herbacea ingår i släktet Heteracris och familjen gräshoppor. Inga underarter finns listade i Catalogue of Life.